# 이기용 (배우)
이기용(1985년 8월 20일 ~ )은 대한민국의 화교 혼혈 출신 모델, 배우이다. 동생 이의용 역시 모델이다.

## 학력
- 서서울생활과학고등학교
- 건국대학교 영화예술학과

## 출연 작품

### 영화
| 연도   | 종류   | 방송사 | 제목          | 역할    | 비고           |
| ------ | ------ | ------ | ------------- | ------- | -------------- |
| 2003년 | 영화   |        | 의리적무투    | 주연    |                |
| 2005년 | 영화   |        | 무영검        | 매영옥  | 11월 18일 개봉 |
| 2006년 | 영화   |        | 조폭 마누라 3 | 킬러 여 | 12월 28일 개봉 |
| 2011년 | 드라마 |        | 작전          | 연출    |                |

### 예능
| 방송사 | 제목       | 역할   | 방송년도         | 비고 |
| ------ | ---------- | ------ | ---------------- | ---- |
| SBS    | 《강심장》 | 게스트 | 2012년 12월 25일 |      |

## 광고
- 2003년 매일유업 카페라떼
- 2003년 후지필름 제록스 디지털복합기
- 2003년 팬택 스카이
- 2004년 동아오츠카 아미노벨류
- 2004년 SK주유소
- 2004년 오리온 포카칩
- 2004년 삼성전자 파브